# Fältmalar
Fältmalar, Scythrididae, är en familj av fjärilar. Fältmalar ingår i överfamiljen Gelechioidea, ordningen fjärilar, klassen egentliga insekter, fylumet leddjur och riket djur. Enligt Catalogue of Life omfattar familjen Scythrididae 476 arter, varav de flesta i släktet Scythris.. 

## Dottertaxa till Fältmalar, Scythrididae, i alfabetisk ordning[2][1]
| Aeraula                             |                     |                                   |
| XXAeraula dioctis                   |                     |                                   |
| Areniscythris                       |                     |                                   |
| XXAreniscythris brachypteris        |                     |                                   |
| Catascythris                        |                     |                                   |
| XXCatascythris keberella            |                     |                                   |
| Coleophorides                       |                     |                                   |
| XXColeophorides bahrlutella         |                     |                                   |
| Enolmis                             |                     |                                   |
| XXEnolmis abenhumeya                |                     |                                   |
| XXEnolmis acanthella                |                     |                                   |
| XXXXEnolmis acanthella tavaresi     |                     |                                   |
| XXEnolmis bimerdella                |                     |                                   |
| XXEnolmis delicatella               |                     |                                   |
| XXEnolmis desidella                 |                     |                                   |
| XXEnolmis royovillanovai            |                     |                                   |
| XXEnolmis seeboldiella              |                     |                                   |
| XXEnolmis userai                    |                     |                                   |
| XXEnolmis vivesi                    |                     |                                   |
| Episcythris                         |                     |                                   |
| XXEpiscythris albonigrella          |                     |                                   |
| Eretmocera                          |                     |                                   |
| XXEretmocera albistriata            |                     |                                   |
| XXEretmocera alenica                |                     |                                   |
| XXEretmocera arabica                |                     |                                   |
| XXEretmocera aurovittata            |                     |                                   |
| XXEretmocera basistrigata           |                     |                                   |
| XXEretmocera benitonis              |                     |                                   |
| XXEretmocera bradleyi               |                     |                                   |
| XXEretmocera carteri                |                     |                                   |
| XXEretmocera chrysias               |                     |                                   |
| XXEretmocera contermina             |                     |                                   |
| XXEretmocera cyanauges              |                     |                                   |
| XXEretmocera cyanosoma              |                     |                                   |
| XXEretmocera derogatella            |                     |                                   |
| XXEretmocera dorsistrigata          |                     |                                   |
| XXEretmocera fasciata               |                     |                                   |
| XXEretmocera florifera              |                     |                                   |
| XXEretmocera fuscipennis            |                     |                                   |
| XXEretmocera haemogastra            |                     |                                   |
| XXEretmocera homalocrossa           |                     |                                   |
| XXEretmocera illucens               |                     |                                   |
| XXEretmocera impactella             |                     |                                   |
| XXEretmocera jemensis               |                     |                                   |
| XXEretmocera laetissima             |                     |                                   |
| XXEretmocera levicornella           |                     |                                   |
| XXEretmocera lunifera               |                     |                                   |
| XXEretmocera medinella              |                     |                                   |
| XXEretmocera microbarbara           |                     |                                   |
| XXEretmocera miniata                |                     |                                   |
| XXEretmocera monophaea              |                     |                                   |
| XXEretmocera nomadica               |                     |                                   |
| XXEretmocera pachypennis            |                     |                                   |
| XXEretmocera percnophanes           |                     |                                   |
| XXEretmocera rubripennis            |                     |                                   |
| XXEretmocera scatospila             |                     |                                   |
| XXEretmocera shoabensis             |                     |                                   |
| XXEretmocera sinensis               |                     |                                   |
| XXEretmocera syleuta                |                     |                                   |
| XXEretmocera thephagones            |                     |                                   |
| XXEretmocera typhonica              |                     |                                   |
| XXEretmocera xanthonota             |                     |                                   |
| Haploscythris                       |                     |                                   |
| XXHaploscythris paulianella         |                     |                                   |
| Mapsidius                           |                     |                                   |
| XXMapsidius auspicata               |                     |                                   |
| XXMapsidius charpentierii           |                     |                                   |
| XXMapsidius chenopodii              |                     |                                   |
| XXMapsidius iridescens              |                     |                                   |
| XXMapsidius quadridentata           |                     |                                   |
| Necrothalassia                      |                     |                                   |
| XXNecrothalassia argilosella        |                     |                                   |
| Paralogistis                        |                     |                                   |
| XXParalogistis litholeuca           |                     |                                   |
| XXParalogistis ochrura              |                     |                                   |
| Parascythris                        |                     |                                   |
| XXParascythris muelleri             |                     |                                   |
| Rubioia                             |                     |                                   |
| XXRubioia rubioi                    |                     |                                   |
| Scythris                            |                     |                                   |
| XXScythris abdominalis              |                     | (synonym till Scythris albidella) |
| XXScythris accumulata               |                     |                                   |
| XXScythris achyropa                 |                     |                                   |
| XXScythris adelopa                  |                     |                                   |
| XXScythris adustella                |                     |                                   |
| XXScythris aerariella               |                     |                                   |
| XXScythris aerata                   |                     |                                   |
| XXScythris aereella                 |                     |                                   |
| XXScythris albapenella              |                     |                                   |
| XXScythris albiapex                 |                     |                                   |
| XXScythris albidella                |                     |                                   |
| XXScythris albiflua                 |                     |                                   |
| XXScythris albilineata              |                     |                                   |
| XXScythris albipuncta               |                     |                                   |
| XXScythris alseriella               |                     |                                   |
| XXScythris altisierrae              |                     |                                   |
| XXScythris ammobia                  |                     |                                   |
| XXScythris amphonycella             |                     |                                   |
| XXScythris anchophylli              |                     |                                   |
| XXScythris andersi                  |                     |                                   |
| XXScythris anomaloptera             |                     |                                   |
| XXScythris anthracina               |                     |                                   |
| XXScythris anthracodelta            |                     |                                   |
| XXScythris anthracodes              |                     |                                   |
| XXScythris aphanatma                |                     |                                   |
| XXScythris apicalis                 |                     |                                   |
| XXScythris apicigutella             |                     |                                   |
| XXScythris apicistrigella           |                     |                                   |
| XXScythris aquaria                  |                     |                                   |
| XXScythris arachnodes               |                     |                                   |
| XXScythris aristidella              |                     |                                   |
| XXScythris aritzoella               |                     |                                   |
| XXScythris articulatella            |                     |                                   |
| XXScythris asema                    |                     |                                   |
| XXScythris asmodella                |                     |                                   |
| XXScythris aspromontis              |                     |                                   |
| XXScythris asthena                  |                     |                                   |
| XXScythris astragali                |                     |                                   |
| XXScythris aterrimella              |                     |                                   |
| XXScythris autochlorella            |                     |                                   |
| XXScythris axenopa                  |                     |                                   |
| XXScythris bagdadiella              |                     |                                   |
| XXScythris balanophora              |                     |                                   |
| XXScythris balcanica                |                     |                                   |
| XXScythris baldensis                |                     |                                   |
| XXScythris barbatella               |                     |                                   |
| XXScythris basilaris                |                     |                                   |
| XXScythris basistrigella            |                     |                                   |
| XXScythris bifissella               |                     |                                   |
| XXScythris bifractella              |                     |                                   |
| XXScythris binotiferella            |                     |                                   |
| XXScythris bolognella               |                     |                                   |
| XXScythris bornicensis              |                     |                                   |
| XXScythris boseanella               |                     |                                   |
| XXScythris brachyplecta             |                     |                                   |
| XXScythris braschiella              |                     |                                   |
| XXScythris bubaniae                 |                     |                                   |
| XXScythris calciflua                |                     |                                   |
| XXScythris camelella                |                     |                                   |
| XXScythris canescens                |                     |                                   |
| XXScythris canetella                |                     |                                   |
| XXScythris canispersa               |                     |                                   |
| XXScythris capitalis                |                     |                                   |
| XXScythris caradjae                 |                     |                                   |
| XXScythris caramani                 |                     |                                   |
| XXScythris carboniella              |                     |                                   |
| XXScythris carniolella              |                     |                                   |
| XXScythris caroxylella              |                     |                                   |
| XXScythris cassiterella             |                     |                                   |
| XXScythris celidopa                 |                     |                                   |
| XXScythris ceratocosma              |                     |                                   |
| XXScythris charon                   |                     |                                   |
| XXScythris chelota                  |                     |                                   |
| XXScythris crypta                   | Ginstfältmal        |                                   |
| XXScythris chloraema                |                     |                                   |
| XXScythris chrysopygella            |                     |                                   |
| XXScythris cicadella                | Knavelfältmal       |                                   |
| XXScythris ciliatella               |                     |                                   |
| XXScythris cirra                    |                     |                                   |
| XXScythris cistorum                 |                     |                                   |
| XXScythris clavella                 |                     |                                   |
| XXScythris clemens                  |                     |                                   |
| XXScythris cometa                   |                     |                                   |
| XXScythris commota                  |                     |                                   |
| XXScythris compsias                 |                     |                                   |
| XXScythris concurrens               |                     |                                   |
| XXScythris confinis                 |                     |                                   |
| XXScythris constanti                |                     |                                   |
| XXScythris cremorella               |                     |                                   |
| XXScythris cretiflua                |                     |                                   |
| XXScythris crypsigramma             |                     |                                   |
| XXScythris cuencella                |                     |                                   |
| XXScythris culmicola                |                     |                                   |
| XXScythris cupreella                |                     |                                   |
| XXScythris curtulella               |                     |                                   |
| XXScythris cuspidella               |                     |                                   |
| XXScythris cycladeae                |                     |                                   |
| XXScythris delodelta                |                     |                                   |
| XXScythris denigratella             |                     |                                   |
| XXScythris denticolor               |                     |                                   |
| XXScythris deplanata                |                     |                                   |
| XXScythris depressa                 |                     |                                   |
| XXScythris deresella                |                     |                                   |
| XXScythris derrai                   |                     |                                   |
| XXScythris detestata                |                     |                                   |
| XXScythris dicroa                   |                     |                                   |
| XXScythris dimensa                  |                     |                                   |
| XXScythris dimota                   |                     |                                   |
| XXScythris discimaculella           |                     |                                   |
| XXScythris disparella               | Svart ängsfältmal   |                                   |
| XXScythris disqueella               |                     |                                   |
| XXScythris dissimililla             |                     |                                   |
| XXScythris dissitella               |                     |                                   |
| XXScythris distactica               |                     |                                   |
| XXScythris divaricata               |                     |                                   |
| XXScythris dividua                  |                     |                                   |
| XXScythris dorycniella              |                     |                                   |
| XXScythris durandella               |                     |                                   |
| XXScythris eboracensis              |                     |                                   |
| XXScythris eburnea                  |                     |                                   |
| XXScythris ejiciens                 |                     |                                   |
| XXScythris elegantella              |                     |                                   |
| XXScythris elongatella              |                     |                                   |
| XXScythris eloquens                 |                     |                                   |
| XXScythris emichi                   |                     |                                   |
| XXScythris empetrella               | Kråkrisfältmal      |                                   |
| XXScythris epilobiella              |                     |                                   |
| XXScythris epistrota                |                     |                                   |
| XXScythris erebospila               |                     |                                   |
| XXScythris eremella                 |                     |                                   |
| XXScythris ericetella               |                     |                                   |
| XXScythris ericivorella             | Klockljungsfältmal  |                                   |
| XXScythris erminea                  |                     |                                   |
| XXScythris erudita                  |                     |                                   |
| XXScythris ethmiella                |                     |                                   |
| XXScythris eucharis                 |                     |                                   |
| XXScythris euthia                   |                     |                                   |
| XXScythris expolita                 |                     |                                   |
| XXScythris exsoluta                 |                     |                                   |
| XXScythris faeculenta               |                     |                                   |
| XXScythris fallacella               |                     |                                   |
| XXScythris farrata                  |                     |                                   |
| XXScythris fasciata                 |                     |                                   |
| XXScythris fasciatella              |                     |                                   |
| XXScythris fissirostris             |                     |                                   |
| XXScythris flabella                 |                     |                                   |
| XXScythris flavidella               |                     |                                   |
| XXScythris flavilaterella           |                     |                                   |
| XXScythris flaviventrella           |                     |                                   |
| XXScythris fletcherella             |                     |                                   |
| XXScythris fluctuosa                |                     |                                   |
| XXScythris fluvialis                |                     |                                   |
| XXScythris focella                  |                     |                                   |
| XXScythris fonticola                |                     |                                   |
| XXScythris formicella               |                     |                                   |
| XXScythris fumida                   |                     |                                   |
| XXScythris fuscicomella             |                     |                                   |
| XXScythris fuscoaenea               | Solvändefältmal     |                                   |
| XXScythris fuscopterella            | Nordlig fältmal     |                                   |
| XXScythris gallicella               |                     |                                   |
| XXScythris glacialis                |                     |                                   |
| XXXXScythris glacialis carnicheella |                     |                                   |
| XXScythris glaphyropa               |                     |                                   |
| XXScythris glyphidota               |                     |                                   |
| XXScythris gracilella               |                     |                                   |
| XXScythris graminivorella           |                     |                                   |
| XXScythris grandipennis             |                     |                                   |
| XXScythris gratifera                |                     |                                   |
| XXScythris gratifica                |                     |                                   |
| XXScythris gratiosella              |                     |                                   |
| XXScythris gravatella               |                     |                                   |
| XXScythris griseolineata            |                     |                                   |
| XXScythris gurdella                 |                     |                                   |
| XXScythris halmyrodes               |                     |                                   |
| XXScythris halophilella             |                     |                                   |
| XXScythris haloxylella              |                     |                                   |
| XXScythris hemidictyas              |                     |                                   |
| XXScythris heterodisca              |                     |                                   |
| XXScythris hibernella               |                     |                                   |
| XXScythris homoxantha               |                     |                                   |
| XXScythris hornigii                 |                     |                                   |
| XXScythris humillimella             |                     |                                   |
| XXScythris hungaricella             |                     |                                   |
| XXScythris hyalinella               |                     |                                   |
| XXScythris hydronoma                |                     |                                   |
| XXScythris hypolepta                |                     |                                   |
| XXScythris iagella                  |                     |                                   |
| XXScythris iberica                  |                     |                                   |
| XXScythris iconiensis               |                     |                                   |
| XXScythris ilyopa                   |                     |                                   |
| XXScythris immunis                  |                     |                                   |
| XXScythris imperiella               |                     |                                   |
| XXScythris impositella              |                     |                                   |
| XXScythris inanima                  |                     |                                   |
| XXScythris inclusella               |                     |                                   |
| XXScythris inertella                |                     |                                   |
| XXScythris inota                    |                     |                                   |
| XXScythris inquilinella             |                     |                                   |
| XXScythris inspersella              | Svart mjölkefältmal |                                   |
| XXScythris insulella                |                     |                                   |
| XXScythris interrupta               |                     |                                   |
| XXScythris invisa                   |                     |                                   |
| XXScythris jaeckhi                  |                     |                                   |
| XXScythris joannisella              |                     |                                   |
| XXScythris justifica                |                     |                                   |
| XXScythris karini                   |                     |                                   |
| XXScythris kasyi                    |                     |                                   |
| XXScythris kibarae                  |                     |                                   |
| XXScythris knochella                | Arvfältmal          |                                   |
| XXScythris lactanea                 |                     |                                   |
| XXScythris lagunae                  |                     |                                   |
| XXScythris laminella                | Gråfibblefältmal    |                                   |
| XXScythris lamprochalca             |                     |                                   |
| XXScythris lampyrella               |                     |                                   |
| XXScythris langohri                 |                     |                                   |
| XXScythris latebrosa                |                     |                                   |
| XXScythris lativittis               |                     |                                   |
| XXScythris lemarchandella           |                     | (synonym till Scythris albidella) |
| XXScythris lempkei                  |                     |                                   |
| XXScythris levantina                |                     |                                   |
| XXScythris lhommei                  |                     |                                   |
| XXScythris libanotica               |                     |                                   |
| XXScythris limbella                 | Mållefältmal        |                                   |
| XXScythris locustella               |                     |                                   |
| XXScythris lycii                    |                     |                                   |
| XXScythris magnatella               |                     |                                   |
| XXScythris marianni                 |                     |                                   |
| XXScythris marionella               |                     |                                   |
| XXScythris marocanella              |                     |                                   |
| XXScythris maroccensis              |                     |                                   |
| XXScythris martini                  |                     |                                   |
| XXScythris matronella               |                     |                                   |
| XXScythris mediella                 |                     |                                   |
| XXScythris medullata                |                     |                                   |
| XXScythris melanodora               |                     |                                   |
| XXScythris melanopleura             |                     |                                   |
| XXScythris melanosticta             |                     |                                   |
| XXScythris meligastra               |                     |                                   |
| XXScythris meraula                  |                     |                                   |
| XXScythris mesoplecta               |                     |                                   |
| XXScythris mesopora                 |                     |                                   |
| XXScythris mitakeana                |                     |                                   |
| XXScythris mixaula                  |                     |                                   |
| XXScythris moldavicella             |                     |                                   |
| XXScythris monochreella             |                     |                                   |
| XXScythris monotinctella            |                     |                                   |
| XXScythris mus                      |                     |                                   |
| XXScythris nanophyti                |                     |                                   |
| XXScythris neurogramma              |                     |                                   |
| XXScythris nieukerkeni              |                     |                                   |
| XXScythris nigra                    |                     |                                   |
| XXScythris nigrella                 |                     |                                   |
| XXScythris nigrispersa              |                     |                                   |
| XXScythris nipholecta               |                     |                                   |
| XXScythris niphozela                |                     |                                   |
| XXScythris nivicolor                |                     |                                   |
| XXScythris nivisignata              |                     |                                   |
| XXScythris noricella                | Grå mjölkefältmal   |                                   |
| XXScythris notorrhoa                |                     |                                   |
| XXScythris obliqua                  |                     |                                   |
| XXScythris obscurella               | Större glansfältmal |                                   |
| XXScythris ochistriata              |                     |                                   |
| XXScythris ochrantha                |                     |                                   |
| XXScythris ochrea                   |                     |                                   |
| XXScythris ochrogramma              |                     |                                   |
| XXScythris oelandicella             |                     |                                   |
| XXScythris ossianella               |                     |                                   |
| XXScythris ottomana                 |                     |                                   |
| XXScythris oxyplecta                |                     |                                   |
| XXScythris pacifica                 |                     |                                   |
| XXScythris paelopyga                |                     |                                   |
| XXScythris palustris                | Mossfältmal         |                                   |
| XXScythris pangalactis              |                     |                                   |
| XXScythris parachalca               |                     |                                   |
| XXScythris parafuscoaenea           |                     |                                   |
| XXScythris paredra                  |                     |                                   |
| XXScythris parvella                 |                     |                                   |
| XXScythris pascuella                |                     |                                   |
| XXScythris patiens                  |                     |                                   |
| XXScythris paulella                 |                     |                                   |
| XXScythris pectinicornis            |                     |                                   |
| XXScythris pelinaula                |                     |                                   |
| XXScythris pelochyta                |                     |                                   |
| XXScythris penicillata              |                     |                                   |
| XXScythris persephone               |                     |                                   |
| XXScythris perspicillella           |                     |                                   |
| XXScythris petrella                 |                     |                                   |
| XXScythris pfeifferella             |                     |                                   |
| XXScythris philorites               |                     |                                   |
| XXScythris physalis                 |                     |                                   |
| XXScythris picaepennis              | Ögonbrynsfältmal    |                                   |
| XXScythris pilella                  |                     |                                   |
| XXScythris pilosella                |                     |                                   |
| XXScythris pinkeri                  |                     |                                   |
| XXScythris piratica                 |                     |                                   |
| XXScythris planipennella            |                     |                                   |
| XXScythris platypyga                |                     |                                   |
| XXScythris plausipennella           |                     |                                   |
| XXScythris pleonectis               |                     |                                   |
| XXScythris plocanota                |                     |                                   |
| XXScythris plocogastra              |                     |                                   |
| XXScythris plumbeogrisea            |                     |                                   |
| XXScythris plutelloidella           |                     |                                   |
| XXScythris podoliensis              |                     |                                   |
| XXScythris poliantha                |                     |                                   |
| XXScythris polycarpaeae             |                     |                                   |
| XXScythris potentillae              |                     |                                   |
| XXScythris potentillella            | Syrafältmal         |                                   |
| XXScythris praeflava                |                     |                                   |
| XXScythris praematura               |                     |                                   |
| XXScythris praestructa              |                     |                                   |
| XXScythris productella              | Havstrandsfältmal   |                                   |
| XXScythris pruinata                 |                     |                                   |
| XXScythris psamathota               |                     |                                   |
| XXScythris pseudolocustella         |                     |                                   |
| XXScythris pudorinella              |                     |                                   |
| XXScythris pulicella                |                     |                                   |
| XXScythris punctivittella           |                     |                                   |
| XXScythris pura                     |                     |                                   |
| XXScythris pyrrhopyga               |                     |                                   |
| XXScythris quadrigutella            |                     |                                   |
| XXScythris recreata                 |                     | (synonym till Scythris albidella) |
| XXScythris rectella                 |                     |                                   |
| XXScythris rediculella              |                     |                                   |
| XXScythris reducta                  |                     |                                   |
| XXScythris rhabducha                |                     |                                   |
| XXScythris ridiculella              |                     |                                   |
| XXScythris rivigera                 |                     |                                   |
| XXScythris roseola                  |                     |                                   |
| XXScythris rouxella                 |                     |                                   |
| XXScythris sacharissa               |                     |                                   |
| XXScythris sagitatella              |                     |                                   |
| XXScythris salviella                |                     |                                   |
| XXScythris sappadensis              |                     |                                   |
| XXScythris satyrella                |                     |                                   |
| XXScythris saxella                  |                     |                                   |
| XXScythris schawerdae               |                     |                                   |
| XXScythris schleichiella            |                     |                                   |
| XXScythris schneideri               |                     |                                   |
| XXScythris scintillifera            |                     |                                   |
| XXScythris sciochalca               |                     |                                   |
| XXScythris scipionella              |                     |                                   |
| XXScythris scopolella               |                     |                                   |
| XXScythris scorpionella             |                     |                                   |
| XXScythris scotinopa                |                     |                                   |
| XXScythris seliniella               |                     |                                   |
| XXScythris semialbicostella         |                     |                                   |
| XXScythris setiella                 |                     |                                   |
| XXScythris siccella                 | Sandfältmal         |                                   |
| XXScythris siculella                |                     |                                   |
| XXScythris sinensis                 |                     |                                   |
| XXScythris sitarcha                 |                     |                                   |
| XXScythris solitaria                |                     |                                   |
| XXScythris soluta                   |                     |                                   |
| XXScythris sophronia                |                     |                                   |
| XXScythris speyeri                  |                     |                                   |
| XXScythris spissata                 |                     |                                   |
| XXScythris sponsella                |                     |                                   |
| XXScythris sporadica                |                     |                                   |
| XXScythris spumifera                |                     |                                   |
| XXScythris stagnosa                 |                     |                                   |
| XXScythris staudingeri              |                     |                                   |
| XXScythris striella                 |                     |                                   |
| XXScythris strobilacea              |                     |                                   |
| XXScythris subaerariella            |                     |                                   |
| XXScythris subcinctella             |                     |                                   |
| XXScythris subclavella              |                     |                                   |
| XXScythris subeburnea               |                     |                                   |
| XXScythris subfasciata              |                     |                                   |
| XXScythris subflabella              |                     |                                   |
| XXScythris subseliniella            |                     |                                   |
| XXScythris subsignata               |                     |                                   |
| XXScythris suffusa                  |                     |                                   |
| XXScythris syrmatica                |                     |                                   |
| XXScythris tabescentella            |                     |                                   |
| XXScythris tabidella                |                     |                                   |
| XXScythris tangerensis              |                     |                                   |
| XXScythris taurella                 |                     |                                   |
| XXScythris temperatella             |                     |                                   |
| XXScythris tenietella               |                     |                                   |
| XXScythris tenuisquamata            |                     |                                   |
| XXScythris tenuivittella            |                     |                                   |
| XXScythris tergestinella            |                     |                                   |
| XXScythris tessulatella             |                     |                                   |
| XXScythris thomanni                 |                     |                                   |
| XXScythris tibicina                 |                     |                                   |
| XXScythris tolli                    |                     |                                   |
| XXScythris traugotti                |                     |                                   |
| XXScythris tremalzoi                |                     |                                   |
| XXScythris triatma                  |                     |                                   |
| XXScythris tributella               |                     |                                   |
| XXScythris trinummulata             |                     |                                   |
| XXScythris triochrias               |                     |                                   |
| XXScythris trivinctella             |                     |                                   |
| XXScythris tsherkesella             |                     |                                   |
| XXScythris tytrella                 |                     |                                   |
| XXScythris ulloai                   |                     |                                   |
| XXScythris unimaculella             |                     |                                   |
| XXScythris vagabundella             |                     |                                   |
| XXScythris variella                 |                     |                                   |
| XXScythris vartianae                |                     |                                   |
| XXScythris ventosella               |                     |                                   |
| XXScythris vernusella               |                     |                                   |
| XXScythris vitilella                |                     |                                   |
| XXScythris vittella                 |                     |                                   |
| XXScythris vulgata                  |                     |                                   |
| XXScythris xanthopygella            |                     |                                   |
| XXScythris xylinochra               |                     |                                   |
| XXScythris ypsilon                  |                     |                                   |
| XXScythris zelleri                  |                     |                                   |
| XXScythris zeugmatica               |                     |                                   |
| XXScythris zylinochra               |                     |                                   |
| Synacroloxis                        |                     |                                   |
| XXSynacroloxis dis                  |                     |                                   |